# Pop Ivan
Pop Ivan také Pop Ivan Černohorský (ukrajinsky Піп Іван Чорногорський), někdy také nazývaný Černá hora, je hora nacházející se v pohoří Čornohora na hranici Zakarpatské a Ivanofrankivské oblasti na Ukrajině. Se svou výškou 2022 m jde o třetí nejvyšší ukrajinskou horu. V meziválečném období (1918–1939) vedla přes vrchol polsko-československá hranice. Na vrcholu je kamenná stavba. Byla vybudována jako meteorologická stanice a patřila Polsku. Býval zde prales (rezervace) – ten však byl vykácen ve 40. a 50. letech 20. století, v době, kdy patřil Ukrajinské sovětské socialistické republice.

## Kamenná stavba
Astronomickou a meteorologickou observatoř nechala postavit polská vláda v letech 1936–1938. Svému účelu sloužila jen rok do začátku druhé světové války, poté desítky let chátrala.[zdroj?] Od roku 2012 se rekonstruuje.

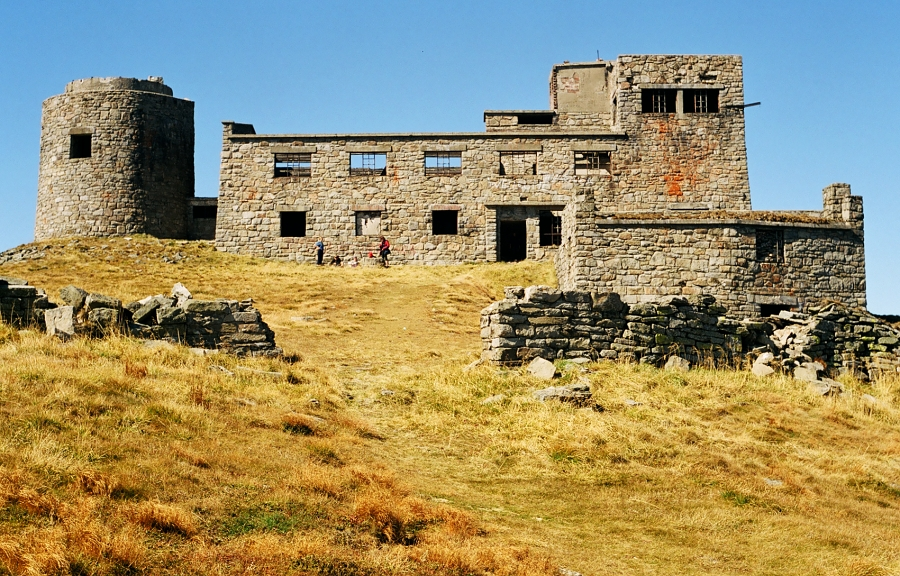
Ruiny observatoře, 2003

Stavbě místní říkají „Bílý slon“ (ukrajinsky „Білий Слон“)[zdroj?], pohled z dálky z údolí na zasněženou observatoř totiž připomíná bílého slona.

## Název hory
Původ jména „Pop Ivan“ není zcela jasný. Jednou možností je, že kameny pod vrcholem připomínají klečícího člověka v sutaně. Název také mohl vzniknout ze zvuku vydávaného větrem, když naráží do vrcholku hory. Vítr si tam prý „pozpěvuje“ (ukrajinsky „popivuje“).[zdroj?]

## Turistika
Hora je součástí hřebenové trasy, která propojuje tři nejvyšší hory Ukrajiny, tj. Hoverlu (2061 m), Brebeneskul (2037 m) a Pop Ivan. Tato trasa vede po bývalé polsko-československé hranici a je značena červenou turistickou značkou.
Vrchol je přístupný také od rumunských hranic (od vrcholu Stih) nebo z horní části údolí Bílé Tisy.